# Hogna nychthemera
Hogna nychthemera este o specie de păianjeni din genul Hogna, familia Lycosidae. A fost descrisă pentru prima dată de Bertkau, 1880. Conform Catalogue of Life specia Hogna nychthemera nu are subspecii cunoscute.